# Showing Up
Showing Up es una película de comedia dramática estadounidense de 2022 coescrita y dirigida por Kelly Reichardt, en su cuarta colaboración con la actriz Michelle Williams. La película compitió por la Palma de Oro en el Festival de Cine de Cannes de 2022, donde se estrenó el 27 de mayo
La película fue estrenada el 7 de abril de 2023 por A24.

## Premisa
Un artista al borde de una exposición que cambiará su carrera encuentra inspiración en el caos de la vida.

## Producción
El 26 de enero de 2021, se anunció que Michelle Williams protagonizaría Showing Up, en su cuarta colaboración con la guionista y directora Kelly Reichardt después de Wendy and Lucy, Meek's Cutoff y Certain Women. En junio de 2021, Hong Chau, Judd Hirsch, Maryann Plunkett, John Magaro, André Benjamin, Heather Lawless, Amanda Plummer, Larry Fessenden y James Le Gros se unieron al elenco. La fotografía principal comenzó el 7 de junio de 2021 y concluyó el 15 de julio de 2021 en Portland, Oregón.

## Recepción
En Rotten Tomatoes, el 93% de las 40 críticas son positivas, con una puntuación media de 7,2/10. El consenso es el siguiente: "Un drama aparentemente sencillo sobre la vida de un artista. El consenso del sitio web dice: "Un drama engañosamente sencillo sobre la vida del artista, Showing Up reúne a Kelly Reichardt y Michelle Williams con un efecto absorbente". Metacritic, que utiliza una media ponderada, asignó a la película una puntuación de 81 sobre 100, basada en 16 críticas, lo que indica una "aclamación universal".